# Łuck (stacja kolejowa)
Łuck – stacja kolejowa w Łucku, w obwodzie wołyńskim, na Ukrainie. Znajdują się tu 4 perony.